# Colt Agent
Le revolver Colt Agent est une variante du Colt Cobra. Comme lui, il utilise une carcasse en alliage d'aluminium d'aviation mais sa crosse a été raccourcie. 

## Données mécaniques
Cette arme de poing fonctionne en double action. Son chien est externe. Le barillet tombant à gauche est cannelé et possède un verrouillage simple. Ses organes de visée sont fixes. La tige d’éjection est nue puis carénée (après 1977).

## Données numériques
- Munition : .38 Special
- Longueur totale : 17 cm
- Longueur du canon : 5 cm
- Masse à vide : 400 g environ (455 g après 1977)
- Barillet : 6 coups

## Production et diffusion
Le Colt Agent a été produit à 50 000 exemplaires de 1952 à 1986.La DCPJ et l’ex-Service des voyages officiels de la Police nationale française l'utilisèrent.

## Sources francophones
Cette notice est la synthèse des ouvrages suivants :
- R. CARANTA, Le pistolet de poche moderne (1878-2003), Crépin Leblond, 2004
- Yves Louis CADIOU, Les Colt (2): revolvers à cartouches métalliques, Éditions du Portail, 2000
- Raymond CARANTA, L'Aristocratie du Pistolet, Crépin-Leblond, 1997
- Jean Huon, Les armes de la police françaises, tome 1, Crépin-Leblond, 2014
- Lucien SERANDOUR, Les Armes de poing modernes, Balland, 1970